# Беженцы
Бе́женцы с современной юридической точки зрения — это лица, покинувшие страну, в которой они постоянно проживали, в силу чрезвычайных обстоятельств. Также беженцами часто называют лиц, ищущих убежище (но ещё не получивших статуса беженца) и лиц, вынужденно переселившихся из одного места в другое в своей стране (внутренне перемещённые лица).
Бе́женство — массовое оставление жителями своих родных мест вследствие войны или стихийных бедствий.

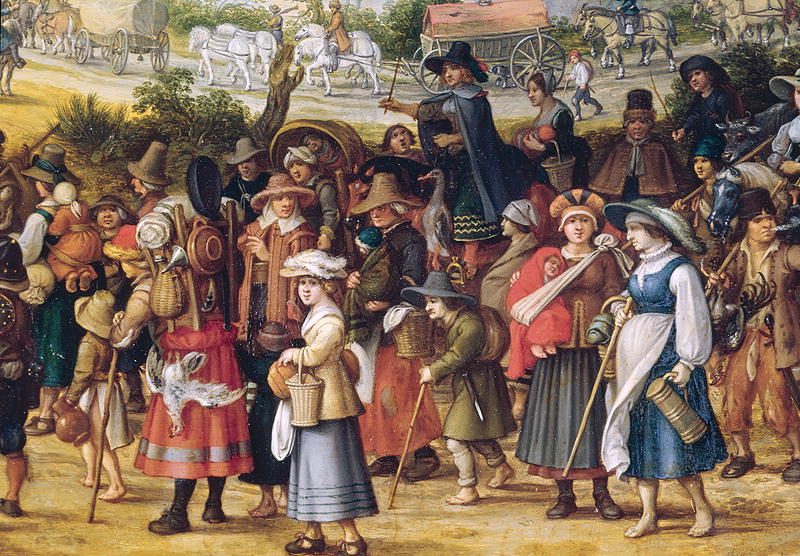
Беженцы времён Тридцатилетней войны. Худ. Себастьян Вранкс

## Определение
Лица, которые в смысле определения Женевской Конвенции о статусе беженцев ООН 1951 года и её специального Протокола в силу вполне обоснованных опасений могут стать жертвой преследований по признаку расы, вероисповедания, гражданства, принадлежности к определённой социальной группе, сексуальной ориентации или политических взглядов, находятся вне страны своей гражданской принадлежности и не могут пользоваться защитой этой страны или не желают пользоваться такой защитой вследствие таких опасений; или, не имея определённого гражданства и находясь вне страны своего прежнего обычного местожительства в результате подобных событий, не могут или не желают вернуться в неё вследствие таких опасений.
В бытовом понимании слова к беженцам часто относят также внутренне перемещённых лиц; лиц, ищущих убежище (но ещё не получивших статуса беженца); и вообще всех лиц, вынужденно переселившихся из одного места в другое.
Беженцам, как правило, предоставляются равные права с другими иностранцами, они документируются особыми проездными документами и получают гражданство в льготном порядке. В ряде стран существует особый «гуманитарный статус» — т. н. временное убежище, предоставляемое в случае массового исхода беженцев или лицам, которые не удовлетворяют конвенционным критериям, но не могут быть высланы из соображений гуманности. Беженцами не могут быть признаны лица, совершившие тяжкие преступления неполитического характера, включая акты терроризма. Беженец или лицо, ищущее убежища, не может быть выслан обратно в страну происхождения.
По российскому законодательству беженец — это лицо, которое не является гражданином Российской Федерации и которое в силу вполне обоснованных опасений стать жертвой преследований по признаку расы, вероисповедания, гражданства, национальности, принадлежности к определённой социальной группе или политических убеждений находится вне страны своей гражданской принадлежности и не может пользоваться защитой этой страны или не желает пользоваться такой защитой вследствие таких опасений; или, не имея определённого гражданства и находясь вне страны своего прежнего обычного местожительства в результате подобных событий, не может или не желает вернуться в неё вследствие таких опасений.
Мигранты, покинувшие свои страны в поисках лучшей жизни или спасаясь от природных катастроф, которые могут вернуться без риска стать жертвой преследований, не признаются беженцами. Конвенция о статусе беженцев также предусматривает исключение из международной защиты для лиц, ищущих убежища, если они совершили на родине тяжкие преступления. Лица, которые участвовали в вооружённом конфликте, могут быть признаны беженцами, только если они искренне и навсегда отказались от участия в нём.
Основные правовые документы о статусе беженцев — Конвенция о статусе беженцев 1951 года и Протокол 1967 года. Орган системы ООН, занимающийся проблемами беженцев — Управление Верховного комиссара ООН по делам беженцев. Помощью беженцам и вынужденным переселенцам в вооружённых конфликтах также занимается Международный комитет Красного Креста.
С 2001 года мировой общественностью 20 июня отмечается Всемирный день беженцев.

## История

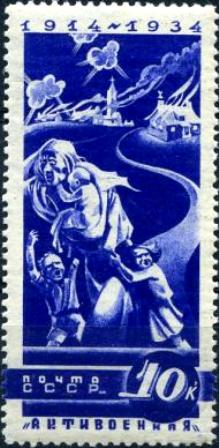
Почтовая марка СССР. Антивоенная серия «К 20-летию начала Первой мировой»: Беженцы — жертвы войны.

В Средние века в Европе практически повсеместно признавалось право убежища в церквях. Однако оно распространялось только на уголовных преступников.
Впоследствии появилось и понятие политического убежища, которым пользовались диссиденты и революционеры.
В международном праве понятие беженцев появляется после Первой мировой войны: в 1922 году Лига Наций принимает первое соглашение (дополненное соглашениями 1924, 1926 и 1928 гг. о статусе русских и армянских беженцев. Впервые были определены права беженцев, они получали проездные документы особого образца (нансеновский паспорт, по имени полярного исследователя и первого верховного комиссара Лиги Наций по делам беженцев Фритьофа Нансена). Впоследствии действие соглашений было распространено на всех беженцев из Турции и нацистской Германии.
С 1930-х годов к власти в Германии и некоторых других странах Европы пришли праворадикальные режимы, проводившие антисемитскую политику. Эти события привели к появлению сотен тысяч еврейских беженцев. Многие страны, опасаясь наплыва беженцев, чинили им препятствия и не давали им разрешений на въезд.
Во время Второй мировой войны была создана Администрация помощи и восстановления Объединенных Наций (ЮНРРА), а после окончания войны была создана Международная организация по делам беженцев (МОБ). ЮНРРА оказала помощь в добровольной репатриации более чем 7 млн. перемещённых лиц, а МОБ содействовало устройству 1,7 млн европейских беженцев, не пожелавших вернуться на родину.  

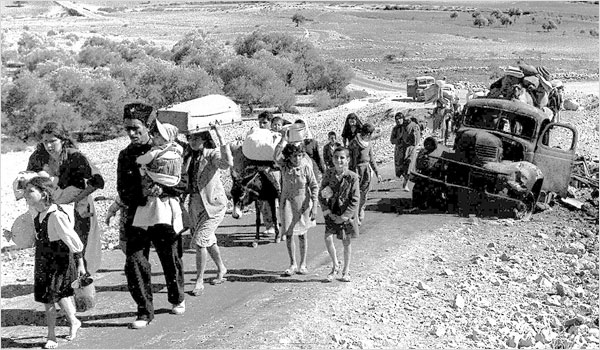
Семья палестинских беженцев из Галилеи. Октябрь-ноябрь 1948 года

В ходе Арабо-израильской войны 1948—1949 годов и до неё, большинство арабов — жителей Палестины, частично спасаясь от военных действий, а также под давлением своих лидеров, покинули места своего проживания. В настоящее время, по мнению ООН, палестинскими беженцами являются около 4,7 млн чел. (статус беженца передаётся от родителей к детям).
В 1951 году МОБ была преобразована в Управление Верховного комиссара ООН по делам беженцев (УВКБ). В 1951 году также была принята Конвенция о статусе беженцев, которая в настоящее время является ключевым юридическим документом, дающим определение понятию «беженцы» и их правам, а также юридическим обязательствам государств в отношении беженцев.
Впервые УВКБ пришлось работать в условиях чрезвычайного гуманитарного кризиса во время войны в Персидском заливе после массового бегства 1,9 млн. курдов из Ирака. В 1991—1995 годах УВКБ оказывало помощь беженцам в условиях войн в распавшейся Югославии, организуя воздушные мосты и гуманитарные конвои.
В 1994 году после геноцида в Руанде за четыре дня в соседний Заир бежало около миллиона жителей страны и УВКБ организовывало помощь им.
В 1999 году УВКБ играло активную роль в оказании гуманитарной помощи тысячам косовских албанцев, пострадавших в результате косовского конфликта.

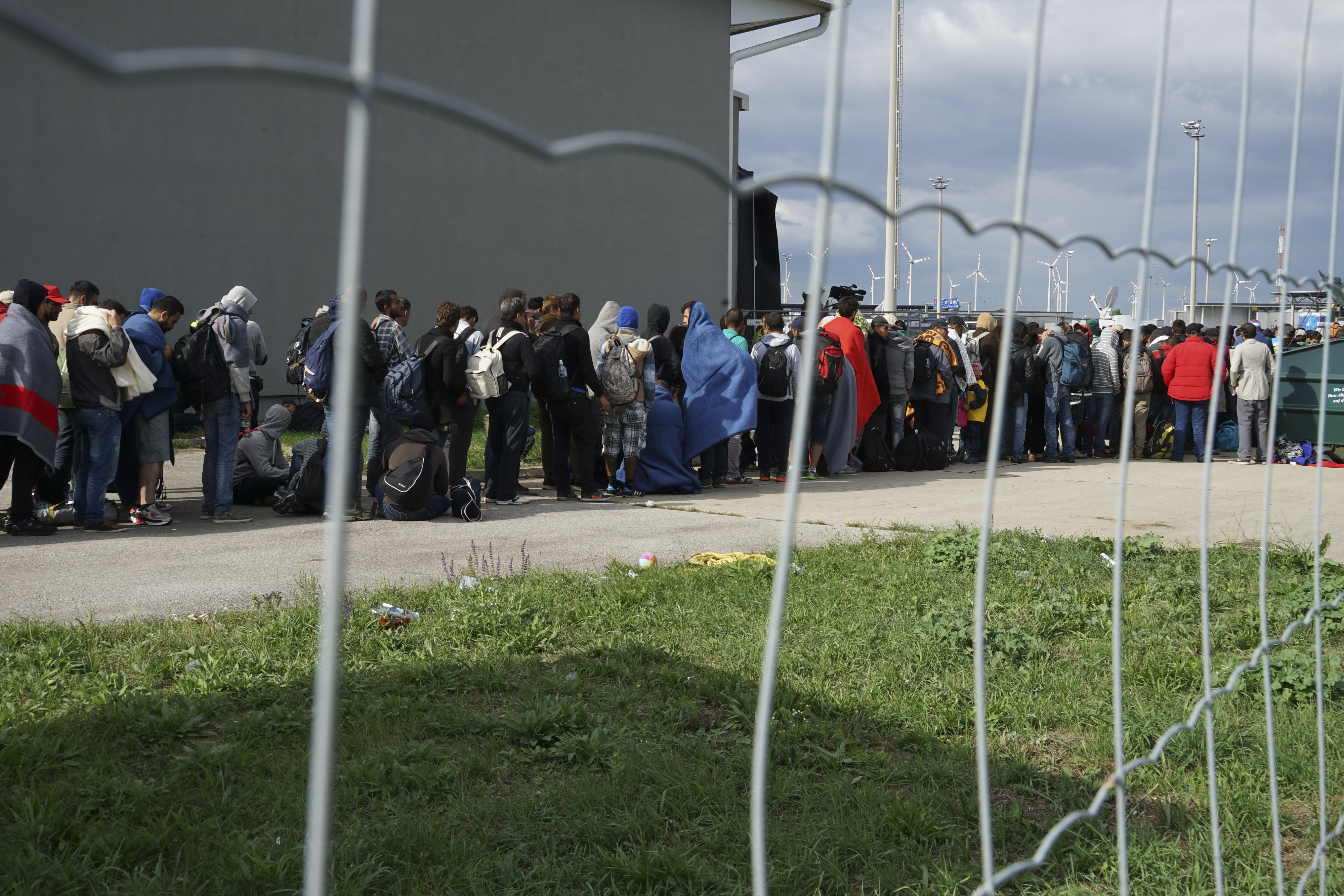
Беженцы из Сирии на венгерско-австрийской границе, 2015 год

Начавшаяся в 2011 году гражданская война в Сирии привела к крупнейшему в мире кризису, связанному с перемещением населения. 6,3 миллионов жителей Сирии стали вынужденными переселенцами и почти 4 миллиона получили убежище в соседних странах. Гражданская война в Сирии стала одной из главных причин европейского миграционного кризиса 2015 года. В 2021 году в связи с данной ситуацией возник наплыв беженцев на границе с Латвией, Литвой, Польшей и Белоруссией.
В 2016 году, в связи с провалом процесса мирного урегулирования в Южном Судане, страну были вынуждены покинуть 737 000 человек.
В 2022 году вторжение России на Украину вызвало новый миграционный кризис в Европе.

## Помощь беженцам
Лица, ищущие убежища, обычно должны доказать, что они были вынуждены бежать из своей страны из-за угрозы преследования и тем самым инициировать установленную законодательством процедуру, в которой государство, куда они прибыли, решит, может ли оно получить статус беженца. Однако при большом количестве ищущих убежища, индивидуальное принятие решения в отношении каждого может быть невозможно. В таких случаях, особенно когда люди покидают свою страну по сходным причинам, может быть объявлен «групповой» статус беженцев. При этом каждый считается беженцем при отсутствии оснований считать обратное.
Международное право признает право людей искать убежища, но не обязывает государства его предоставлять. Когда государства сталкиваются с массовым притоком людей, они иногда предоставляют «временную защиту». При этом беженцы могут быть быстро допущены в безопасные страны, но без гарантии получения там постоянного убежища.
Одним из основных принципов в международном праве предоставления убежища, предусмотренным Конвенцией о статусе беженцев, является принцип non-refoulement (фр. refouler — высылка или принудительное возвращение), то есть запрет насильственной высылки беженцев в страну, где им грозит опасность.
Организации по помощи и защите беженцев обычно работают в трех основных направлениях для облегчения их положения:
- добровольная репатриация, при которой беженцы могут вернуться в свою родную страну, поскольку их жизнь и свобода там более не подвергается опасности;
- местная интеграция, при которой правительства, принявшие беженцев, разрешают им остаться в стране, первой предоставившей убежище;
- переселение в третью страну в случае, если репатриация небезопасна, а страна первого прибежища отказывается оставить лицо у себя.

Добровольная репатриация является наиболее предпочтительным решением.

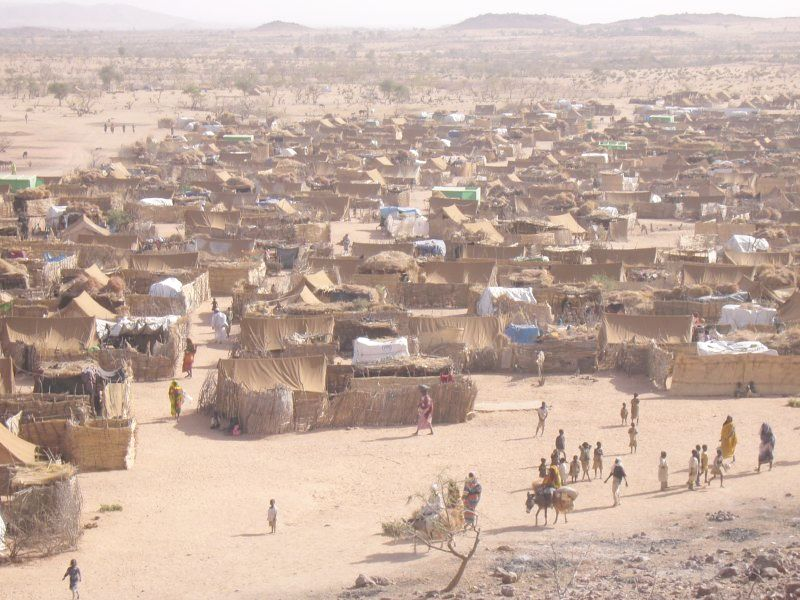
Лагерь беженцев из Дарфура в Чаде, 2005 год

Лагеря беженцев часто находятся под охраной миротворческих войск ООН. Учреждения системы ООН обеспечивают беженцев продовольствием, водоснабжением, организуют мероприятия в области санитарии и здравоохранения.
В 1949 году для оказания услуг зарегистрированным палестинским беженцам было создано Ближневосточное агентство ООН для помощи палестинским беженцам и организации работ, которое занимается оказанием помощи, связанной с вопросами начального и среднего образования, здравоохранения, предоставления поддержки и социального обслуживания, инфраструктурного обеспечения и благоустройства лагерей беженцев, микрофинансирования и реагирования.

## Численность беженцев

### 2007 год
Согласно исследованию УВКБ ООН в конце 2007 года за пределами своих стран находились 11,4 млн беженцев и 26 млн других лиц, перемещённых внутри своих стран (ВПЛ) вследствие конфликтов и преследований, что выразилось в беспрецедентном числе лишившихся крова лиц, находящихся в ведении Агентства ООН по делам беженцев. Их большая часть сосредоточена в Африке (размещаются, как правило, в лагерях беженцев), значительное число лиц, ищущих убежище (до нескольких сотен тысяч ежегодно) проникают в Западную Европу и США. Правительства развитых стран часто обвиняются в излишне жёстком подходе в предоставлении статуса беженца. Содействие в определении статуса беженца и помощь беженцам оказываются как правительствами соответствующих стран, так и УВКБ ООН, бюджет которого составляет более 1 млрд долларов.

### 2009 год
Число беженцев в мире достигло 42 млн человек.

### 2016 год
Количество беженцев по состоянию на окончание 2016 года достигло рекордного показателя в 65 млн человек. Данный результат увеличился на 300 тыс. человек по сравнению с 2015 годом, об этом сообщается в ежегодном докладе Управления Верховного комиссара ООН по делам беженцев.

## Показатели по ЕС
| Государство    | Число лиц, ищущих убежища в 2012 году | Число лиц, ищущих убежища в 2022 году |
| -------------- | ------------------------------------- | ------------------------------------- |
| Германия       | 77650                                 | 326216                                |
| Франция        | 61455                                 | 137510                                |
| Швеция         | 43945                                 | 14045                                 |
| Швейцария      | 28640                                 | 24481                                 |
| Бельгия        | 28285                                 | 32100                                 |
| Великобритания | 28260                                 | 84132                                 |
| Австрия        | 17450                                 | 106380                                |
| Италия         | 17350                                 | 77200                                 |
| Нидерланды     | 13100                                 | 35495                                 |
| Польша         | 10755                                 | 7700                                  |
| Норвегия       | 9785                                  | 5026                                  |
| Греция         | 9575                                  | 29125                                 |
| Дания          | 6075                                  | 4475                                  |
| Финляндия      | 3115                                  | 4815                                  |
| Испания        | 2565                                  | 116135                                |
| Румыния        | 2510                                  | 12065                                 |
| Венгрия        | 2155                                  | 45                                    |
| Мальта         | 2080                                  | 915                                   |
| Люксембург     | 2055                                  | 2395                                  |
| Кипр           | 1635                                  | 21590                                 |
| Болгария       | 1385                                  | 20260                                 |
| Ирландия       | 955                                   | 13645                                 |
| Чехия          | 755                                   | 1335                                  |
| Словакия       | 730                                   | 500                                   |
| Литва          | 645                                   | 905                                   |
| Словения       | 305                                   | 6645                                  |
| Португалия     | 295                                   | 1975                                  |
| Латвия         | 205                                   | 545                                   |
| Эстония        | 75                                    | 2940                                  |
| Лихтенштейн    | 75                                    | 67                                    |